# دار البيضا (وادي اللبن)
دار البيضا هو دُوَّار يقع بجماعة واد الجمعة، إقليم تاونات، جهة فاس مكناس في المملكة المغربية. ينتمي الدوّار لمشيخة وادى اللبن التي تضم 15 دوار. يقدر عدد سكانه بـ 496 نسمة حسب الإحصاء الرسمي للسكان والسكنى لسنة 2004.

## روابط خارجية
- البوابة الوطنية للجماعات الترابية نسخة محفوظة 12 مارس 2018 على موقع واي باك مشين.
- المندوبية السامية للتخطيط